# Switchback – Gnadenlose Flucht
Switchback – Gnadenlose Flucht ist ein US-amerikanischer Thriller aus dem Jahr 1997 von Jeb Stuart mit Danny Glover, Jared Leto und Dennis Quaid in den Hauptrollen.

## Handlung
FBI-Agent Frank LaCrosse und seine Leute jagen einen Serienkiller. Als dieser den Sohn von LaCrosse entführt und dabei auch dessen Kindermädchen tötet, wird dem Agenten der Fall entzogen. Er beginnt nun, auf eigene Faust den Mörder zu jagen. Ein Mordfall in einem Motel in Amarillo bringt LaCrosse auf die Spur von Trucker Bob Goodall, der mit dem Anhalter Lane Dixon durch die USA fährt. Dixon und Goodall freunden sich an. Bei der Verfolgung der beiden Männer erhält LaCrosse Unterstützung von Sheriff Buck Olmstead, der gerade vor der Sheriff-Wahl steht, und seinen Leuten.
Im weiteren Verlauf der Ermittlungen verdichtet sich der Verdacht auf Dixon als Serienmörder. LaCrosse wird selbst vom FBI gesucht, da er zum wiederholten Male ohne Erlaubnis einen anderen Fall verlassen hat. Er kann die beiden Verdächtigen in einem Zug in den Rocky Mountains stellen. Es stellt sich heraus, dass Goodall der Gesuchte ist. Beim darauffolgenden Kampf zwischen den Beteiligten stürzt Goodall aus dem fahrenden Zug und stirbt. LaCrosse glaubt, seinen Sohn nun verloren zu haben. Doch Dixon erinnert sich an eine Adresse in Oakland, Kalifornien, die Goodall erwähnte. Dort findet LaCrosse seinen Sohn wohlauf.

## Hintergrund
Switchback – Gnadenlose Flucht hatte am 31. Oktober 1997 in den USA Kinopremiere. In Deutschland schaffte es der Film nicht in die Kinos. Der Film ist eine Co-Produktion von Pacific Western, Paramount Pictures und Rysher Entertainment.

## Rezeption

### Einspielergebnisse
Das Produktionskosten des Films werden auf 38 Millionen US-Dollar beziffert. In den Kinos der USA und Kanada spielte der Film rund 6,5 Millionen US-Dollar ein; an seinem ersten Wochenende spielte der Film rund 2,7 Millionen US-Dollar ein. Der Film konnte die Erwartungen an den Kinokassen nicht erfüllen, der Film gilt als kommerzieller Flop.

### Kritik
Der Film wurde von den Kritikern überwiegend negativ aufgenommen. Das Filmkritik-Portal Rotten Tomatoes gibt für die Fassung 31 % positive Rezensionen an, basierend auf 26 Kritiken. Zusammenfassend heißt es dort: „Belastet von der schweren Last abschweifender Handlungsstränge und ungleichmäßiger Darbietungen, gewinnt Switchback nie ein Gefühl für die erzählerische Dynamik.“ Eine von CinemaScore vorgenommene Umfrage unter US-amerikanischen Kinobesuchern kam zu dem Ergebnis, dass die Zuschauer dem Film eine Durchschnittsnote von B– vergaben, was der deutschen Schulnote 2– bzw. knapp gut entspricht.
Stephen Holden von der New York Times beschreibt den Film als „ein heilloses Durcheinander“. Er bemängelt, dass Quaid zu mürrisch und Glover zu sympathisch sei. Sowohl Holden als auch Roger Ebert – von der Chicago Sun-Times – lobten die Atmosphäre des Films, insbesondere die Außenaufnahmen. Ebert fand den Schauplatz und die Nebenfiguren, wie Ermeys Sheriff, die reizvollsten Teile des Films und kam zu dem Schluss: „Wir haben es hier mit einem potenziell guten Film zu tun, der von der Last der Hollywood-Formeln erdrückt wird, die er tragen muss“.

„Jeb Stuarts spannender Thriller wartet nicht unbedingt mit der allerneuesten und originellsten Story auf, aber die formale Umsetzung ist ganz pfiffig. Hinzu kommt, dass Danny Glover - ansonsten eher ein Sympathieträger - hier erstaunlich biestig daherkommt.“

„Raffinierte Spannung mit einem wuchtigen Finale vor toller Bergkulisse“

„Ein überaus intelligenter Krimi […] der neben stimmig entwickelten Charakteren packende Actionmomente und gute Charaktere zu bieten hat. Ein spannender Film, der darüber hinaus noch mit einer guten Fotografie aufwarten kann.“